# 다르다니 (스위스)
다르다니(프랑스어: Dardagny)는 스위스 제네바주의 자치체이다.
1978년에 다르다니는 건축 유산의 개발과 보존에 대한 공로로 바커상을 수상했다.

## 역사
다르다니는 1309년에 Dardaniacum으로 처음 언급되었다. 라플란 마을은 1321년에 Planum으로 처음 언급되었다.

## 지리

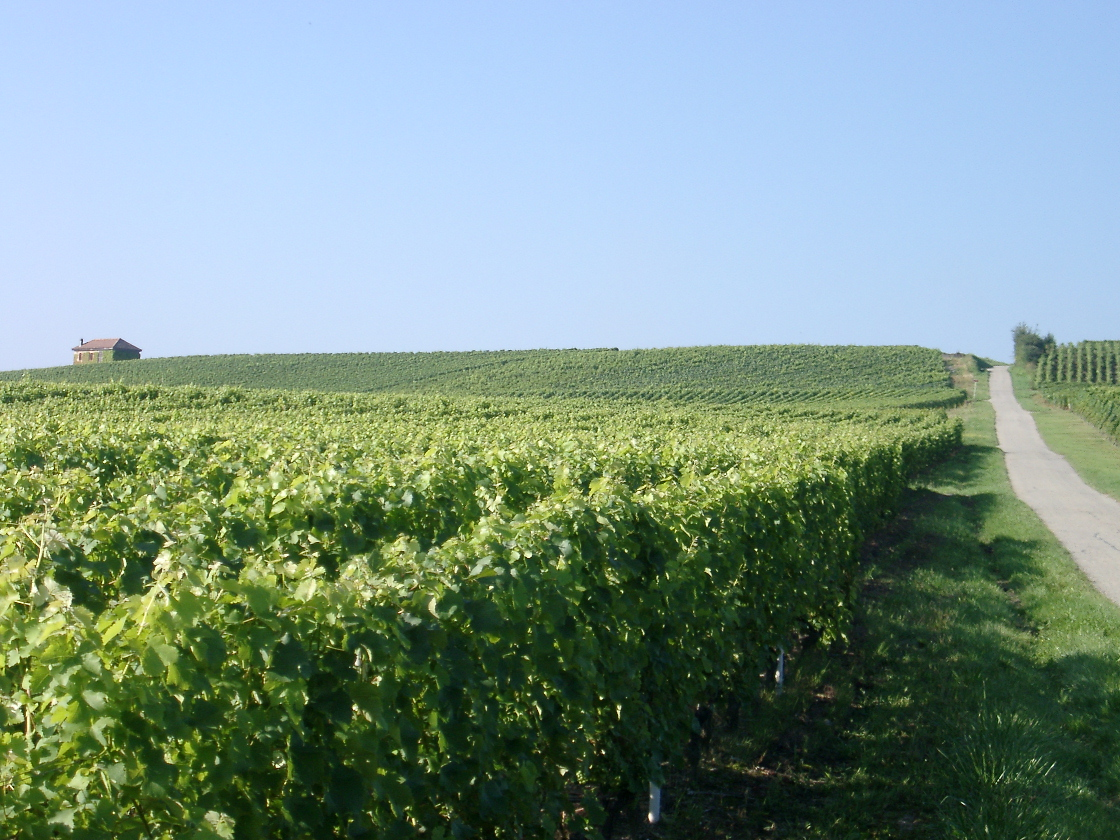
다르다니 근처의 포도밭

다르다니의 면적은 2009년 기준으로 8.6k㎡이다. 이 면적 중 5.27k㎡ (61.3%)가 농업 목적으로 사용되는 반면 2.23k㎡ (25.9%)는 산림이다. 나머지 토지 중 0.81k㎡ (9.4%)가 정착(건물 또는 도로), 0.2k㎡ (2.3%)가 강 또는 호수이고 0.08k㎡(0.9%)는 비생산적인 토지이다.
건축면적 중 공업용 건물이 전체 면적의 1.2%, 주택과 건물이 3.7%, 교통 기반 시설이 2.8%를 차지했다. 산림면적 중 24.5%는 산림이 우거져 있고, 1.4%는 과수원이나 작은 나무 군락으로 덮여 있다. 농경지 중 32.7%는 작물 재배에 사용되며 4.7%는 목초지로, 24.0%는 과수원이나 덩굴 작물에 사용된다. 시정촌의 모든 물은 흐르는 물이다.
그것은 다르다니와 라플란의 마을뿐만 아니라 Essertines와 Malval을 포함한 수많은 작은 마을 로 구성되어 있다.
다르다니 시정촌은 라튈리에르, Roulave, Malval, Essertines, Vallon de l'Allondon, 다르다니 및 라플란 마을로 구성된다.

## 인구통계
2020년 12월 기준, 다르다니의 인구는 1,855명이다. 2008년 기준으로 인구의 26.0%가 거주하는 외국인이다. 1999년부터 2009년까지 지난 10년 동안 인구는 5.4%의 비율로 변화했다. 이주로 인해 -3.9%의 비율로, 출생 및 사망으로 인해 8.6%의 비율로 변경되었다.
2000년 기준, 인구 대부분인 1,088명(84.7%)이 프랑스어를 사용하며, 독일어가 52명(4.0%)으로 2위이고, 영어가 44명(3.4%)으로 3위이다.
2008년 기준으로 인구의 성별 분포는 남성 49.2%, 여성 50.8%이다. 인구는 522명의 스위스 남성(인구의 34.3%)과 226명(14.9%)의 비스위스계 남성으로 구성되었다. 스위스 여성은 575명(37.8%), 비스위스계 여성은 197명(13.0%)이었다. 지자체의 인구 중 331명(약 25.8%)가 다르다니에서 태어나 2000년에 그곳에 살았다. 같은 주에서 태어난 352명(27.4%)가 있었고, 235명(18.3%)가 스위스 다른 곳에서 태어났다. 336명(26.2%)은 스위스 이외의 지역에서 태어났다.
2008년에는 스위스 시민이 7명, 비스위스계 시민이 1명을 출산했으며 같은 기간에 스위스 시민이 3명 사망했다. 이민과 이주를 무시하면 스위스 시민의 인구는 4명 증가하고, 외국인 인구는 1명 증가한다. 스위스에서 이주한 스위스 남자 4명과 스위스 여자 6명이 있었다. 동시에 다른 나라에서 스위스로 이민 온 비스위스 남성 3명과 스위스에서 다른 나라로 이민 온 비스위스 여성 3명이 있었다. 전체 스위스 인구는 2008년에도 동일하게 유지되었으며, 비스위스계 인구는 9명 증가했다. 이는 0.7%의 인구 증가율을 나타낸다.
인구의 연령 분포(2000년 기준)는 어린이와 청소년(0~19세)이 전체 인구의 30.7%, 성인(20~64세)이 62.3%, 노인(64세 이상)이 7%를 차지한다.
2000년 기준으로 시정촌에는 미혼이거나, 독신인 사람이 561명 있다. 기혼자는 609명, 미망인은 38명, 이혼한 사람은 76명이었다.
2000년 기준으로 시정촌의 개인가구는 475가구이며, 가구당 평균 2.6명이다. 1인 가구는 122가구, 5인 이상 가구는 41가구였다. 총 492가구 중 1인 가구가 24.8%를 차지했다. 나머지 가구 중 자녀가 없는 기혼 부부는 104가구, 자녀가 있는 기혼 부부는 202가구, 자녀가 있는 편부모는 45가구였다. 혈연관계가 없는 사람이 2가구, 시설이나 기타 집단주택이 17가구였다.
2000년에는 총 233개 주거동 중 104호(전체의 44.6%)가 단독주택이었다. 다가구는 52채(22.3%), 주로 주거용으로 사용되는 다목적 건물은 58채(24.9%), 기타 용도(상업용·산업용)가 19채(8.2%)였다. 단독주택 중 39채는 1919년 이전에 지어졌으며 12채는 1990년에서 2000년 사이에 지어졌다.
2000년에는 시정촌에 513개의 아파트가 있었다. 가장 흔한 아파트 규모는 3실이었으며, 그중 164실이 있었다. 1인실 아파트가 26실, 5실 이상 아파트가 140실이었다. 이 중 상가주택은 총 462채(전체의 90.1%)가 입주했고, 성수기 입주는 44채(8.6%), 공실은 7채(1.4%)였다. 2009년 기준 신규주택 건설률은 인구 1000명당 11.3세대이다. 2010년 시정촌 공실률은 0%였다.
역사적 인구는 다음 차트에 나와 있다.

## 국가중요문화재

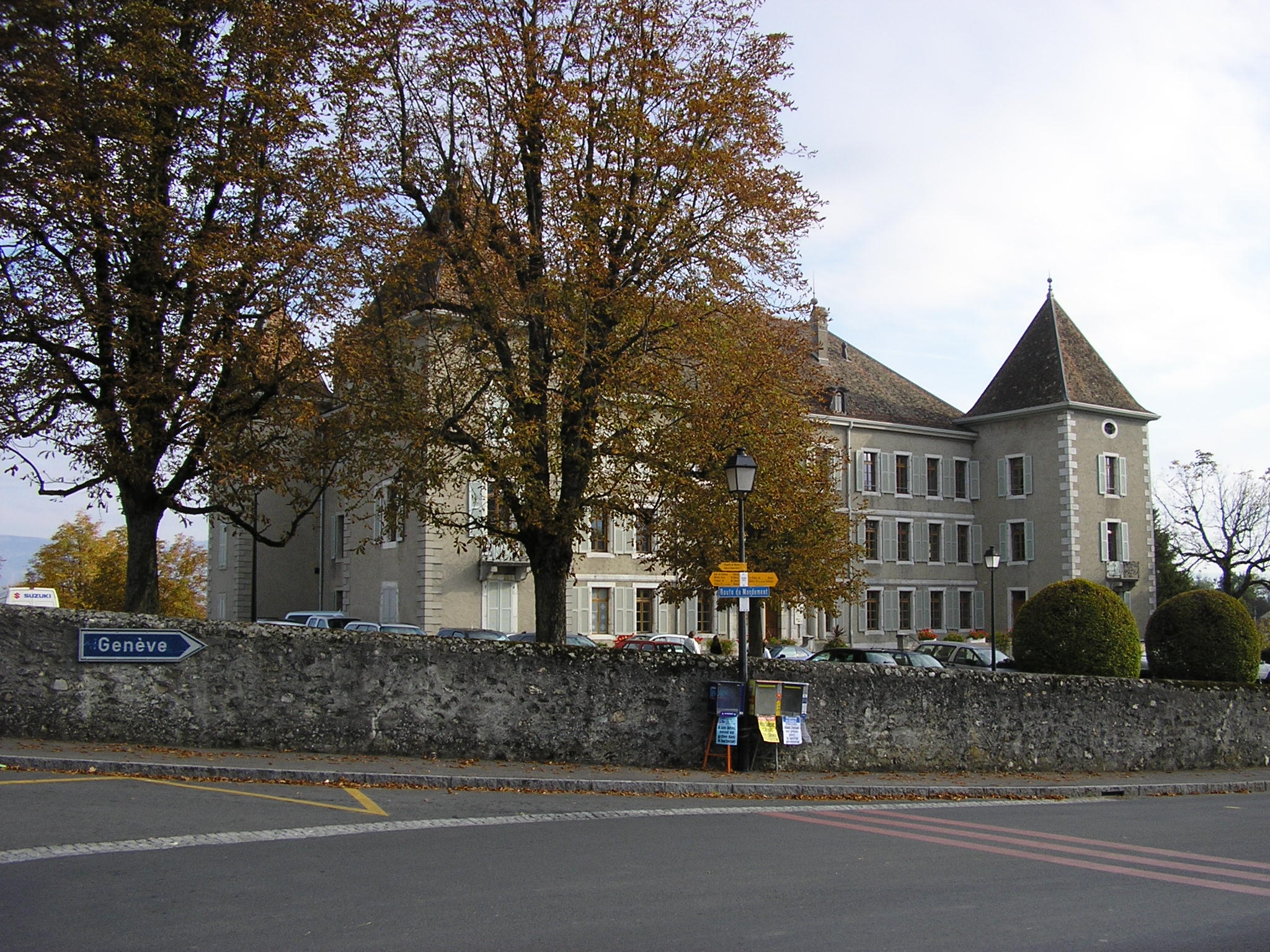
다르다니성

다르다니성과 벨보 농장 저택은 국가적으로 중요한 스위스 문화유산으로 등재되어 있다. 다르다니의 전체 마을과 Malval의 작은 마을은 스위스 유산 목록의 일부이다.

## 정치
2011년 연방 선거에서 가장 인기 있는 정당은 26.33%의 득표율을 기록한 급진당(Les Radicaux)이었다. 다음으로 가장 인기 있는 3개 연립은 UDC(16.47%), SP (15.05%) 및 녹색당(14.74%)이었다.
2009년 대평의회 선거에는 총 719명의 등록 유권자가 있었고, 그중 288명(40.1%)이 투표했다. 이번 선거에서 시정촌에서 가장 인기 있는 정당은 MCG로 20.0%의 득표율을 기록했다. 광역 선거에서 그들은 세 번째로 높은 득표율을 얻었다. 두 번째로 인기 있는 정당은 급진당 (19.3%)로 주 전체 선거에서 6위, 세 번째로 인기 있는 정당은 유럽 생태녹색당 (14.3%)로 주 전체 선거에서 2위를 기록했다.
2009년 참사당 선거에는 총 726명의 등록 유권자가 있었고, 그중 358명(49.3%)이 투표했다.
2011년에는 모든 지자체에서 지방선거를 치뤘으며, 다르다니에서는 시의회에 13개의 공석이 있었다. 총 986명의 등록 유권자가 있었고, 그중 484명(49.1%)이 투표했다. 484표 중 5표는 무효표, 5표는 무효표, 212표는 명단에 없는 이름이었다.

## 경제

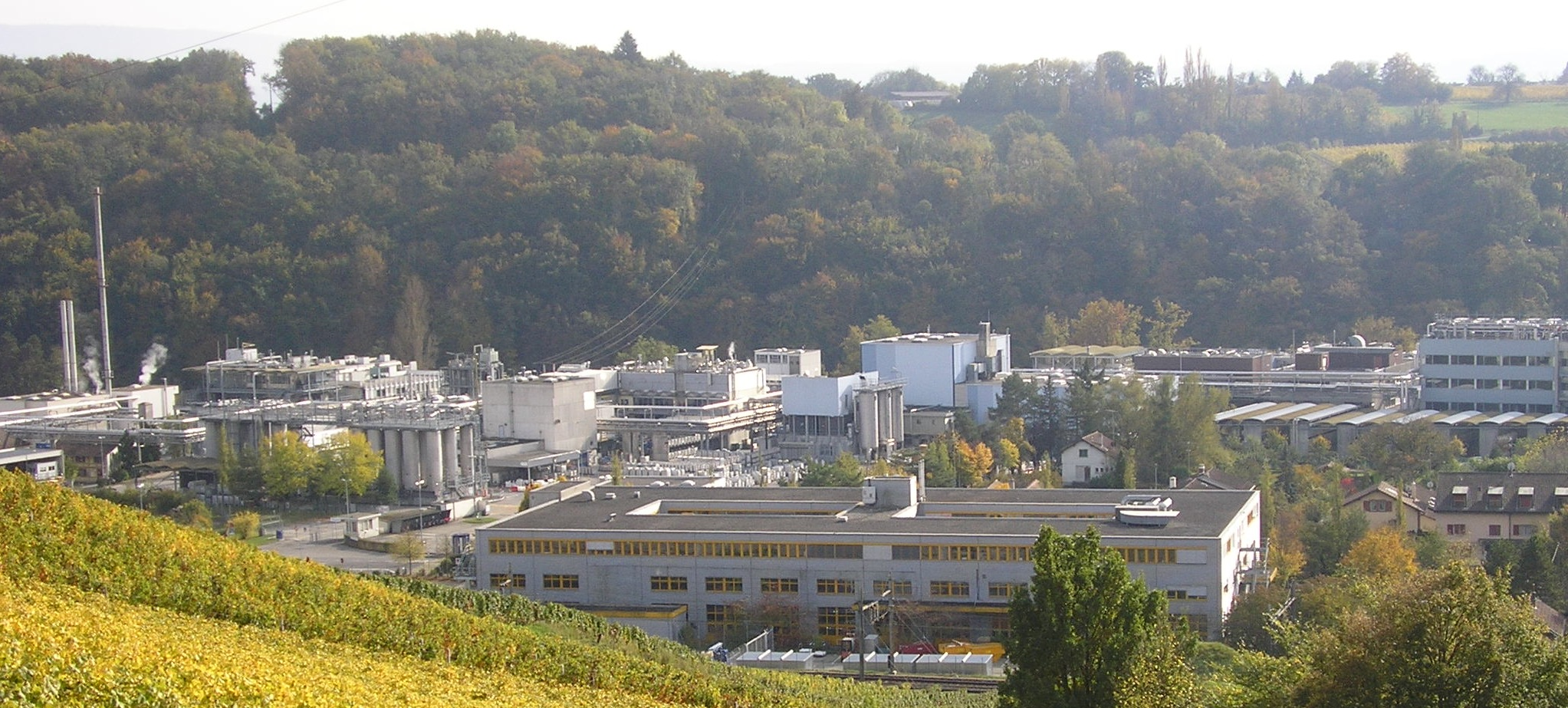
라플란의 필메니쉬 공장

2010년 기준으로 다르다니의 실업률은 3.9%였다. 2008년 현재 1차 경제 부문에 95명이 고용되어 있으며, 이 부문에 약 26개 기업이 참여하고 있다. 411명이 2차 부문에 고용되었고, 이 부문에 9개의 기업이 있었다. 71명이 3차 부문에 고용되었으며, 이 부문에는 23개의 기업이 있다. 시정촌 주민은 656명으로 일정 정도 고용되었으며, 그중 여성이 전체 노동력의 42.1%를 차지했다.
2008년에 정규직에 상응하는 총 일자리 수는 541개였다. 1차 부문의 일자리 수는 73개였으며 모두 농업에 있었다. 2차 부문의 일자리 수는 406개로 그중 399개(98.3%)가 제조업, 7개(1.7%)가 건설업이었다. 3차 부문의 일자리 수는 62개였다. 3차 부문에서; 6개(9.7%)는 도소매 또는 자동차 수리업, 3개( 4.8%)는 상품의 이동 및 보관, 19개(30.6%)는 호텔 또는 레스토랑, 2개(3.2%는 정보 산업에 종사했다. 7개(11.3%)가 교육에 있었고 2개(3.2%)가 의료에 있었다.
2000년 기준으로 시정촌으로 출퇴근하는 근로자는 435명, 출퇴근자는 496명이었다. 지자체는 근로자의 순수출 지자체로, 들어오는 1명당 약 1.1명의 근로자가 지자체를 떠나고 있다. 다르다니에 들어오는 노동력의 약 20.2%는 스위스 외부에서 오고, 현지인의 0.0%는 일을 위해 스위스에서 출퇴근한다. 근로 인구 중 21.3%가 대중교통을 이용하여 출퇴근하고 57%가 자가용을 이용하였다.

## 종교

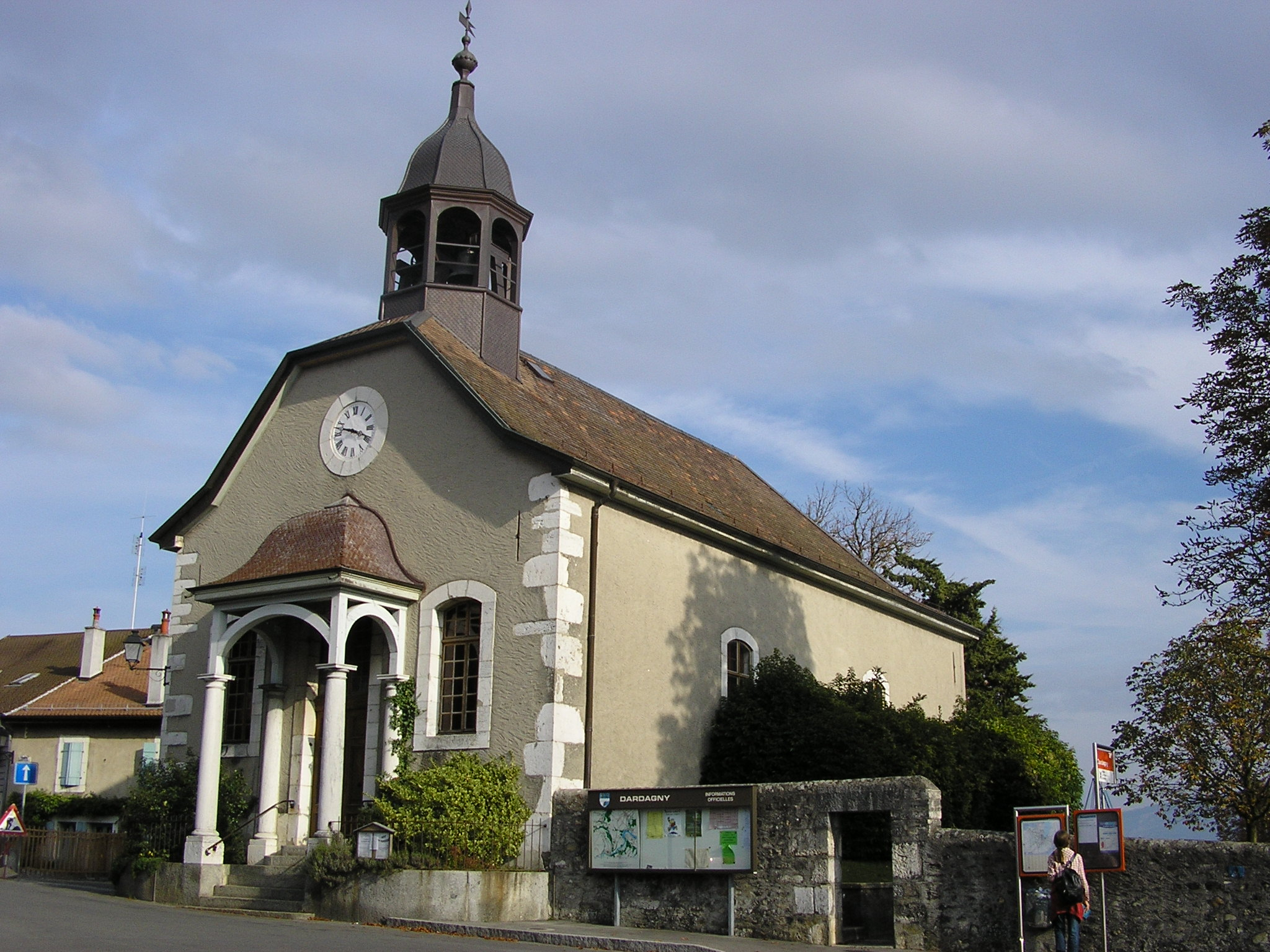
다르다니 교회

2000년 인구 조사에서 475명(37.0%)가 로마 가톨릭 신자였으며, 359명(28.0%가 스위스 개혁 교회에 속했다. 나머지 인구 중 정교회 교인이 12명 (인구의 약 0.93%), 크리스찬 가톨릭 교회 교인이 1명, 29명(인구의 약 2.26%)이 있었다. 다른 기독교 교회에 속한 사람. 유대인 2명(인구의 약 0.16%)과 이슬람교 16명(인구의 약 1.25%)이 있었다. 불교 2명, 힌두교 1명 다른 교회에 속한 1인. 306명(인구의 약 23.83%)이 교회에 속하지 않고, 불가지론자 또는 무신론자이며, 80명(인구의 약 6.23%)이 질문에 대답하지 않았다.

## 교육
다르다니에서는 인구의 약 421명(32.8%)이 필수가 아닌 고등교육을 이수했으며 208명(16.2%)이 추가 고등교육(대학 또는 응용학문대학)을 마쳤다. 고등교육을 마친 208명 중 35.1%가 스위스 남성, 34.1%가 스위스 여성, 17.8%가 비스위스계 남성, 13.0%가 비스위스계 여성이었다.
2009학년 ~ 2010학년도 동안 다르다니 학교 시스템에는 총 324명의 학생이 있었다. 제네바 주의 교육 시스템은 어린이들이 2년 동안 의무가 아닌 유치원에 다닐 수 있도록 허용한다. 그 학년도에 유아원 학급에 다니는 22명의 아이들이 있었다. 주의 학교 시스템은 2년의 비필수 유치원을 제공하며 학생들은 6년 동안 초등학교에 다닐 것을 요구하며 일부 어린이는 더 소규모의 특수 수업에 참석한다. 다르다니에는 유치원이나 초등학교에 다니는 53명의 학생이 있었고 3명의 학생은 소규모의 특수 학급에 있었다. 중등 학교프로그램은 3년의 낮은 의무 교육 과정과 3년에서 5년의 선택적인 고급 학교로 구성된다. 다르다니에서 학교에 다니는 53명의 중학교 학생들이 있었다. 전문적인 비대학 트랙 프로그램에 등록된 15명의 학생과 함께 시에서 온 94명의 고등학교 학생이 있었다. 추가로 23명의 학생이 사립학교에 다녔다.
2000년 현재 다르다니에는 다른 지자체에서 온 24명의 학생이 있었고, 141명의 주민들은 지자체 외부의 학교에 다녔다.

## 교통
지자체에는 리옹-제네바선에 라플란역이 있다. 제네바까지 정기 운행한다.